# Kapelusznictwo

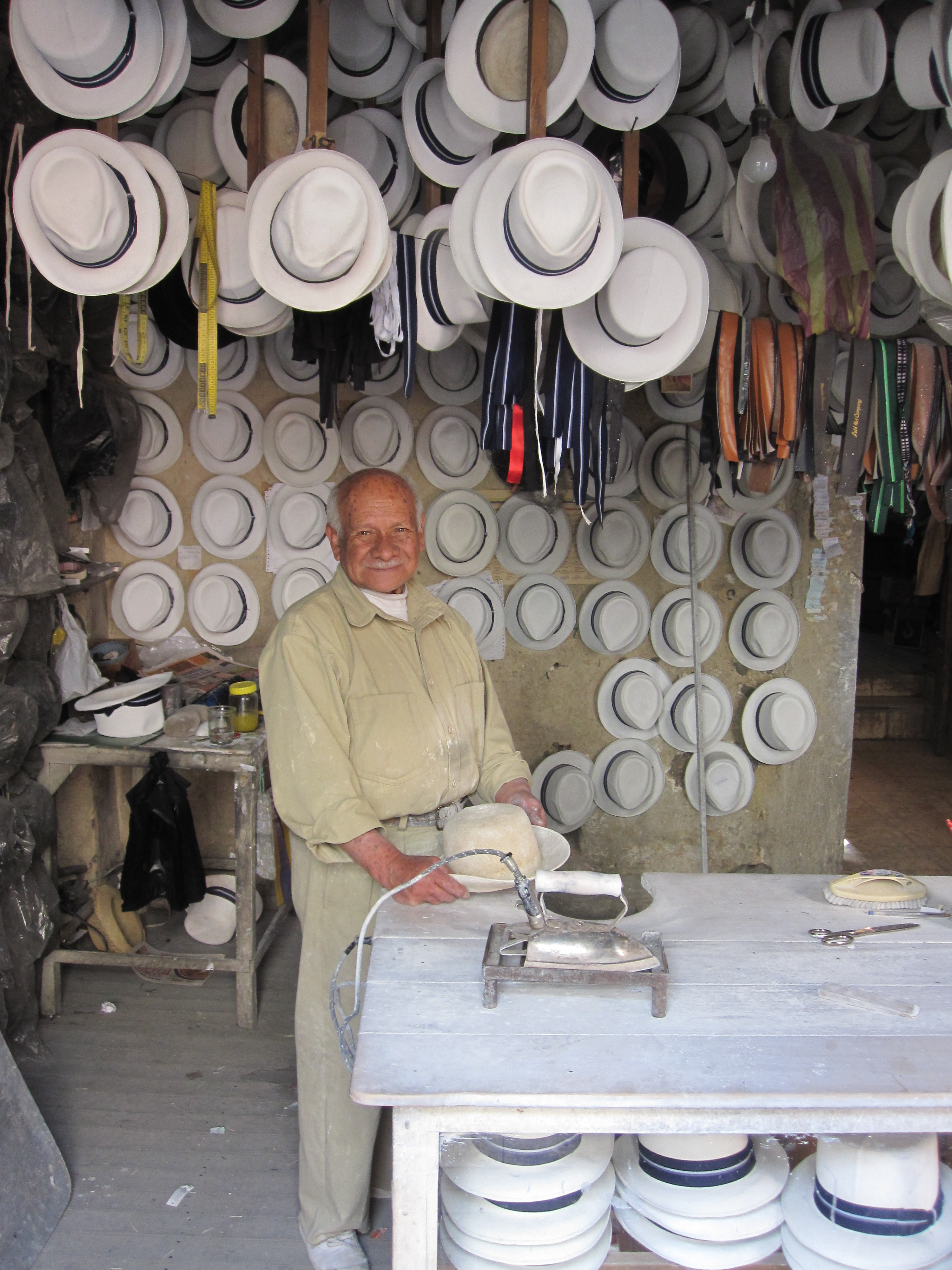
Zakład kapeluszniczy w Ekwadorze, specjalizujący się w kapeluszach typu paja toquilla (panamach)

Kapelusznictwo – rzemiosło artystyczne, którego przedmiotem jest wyrób kapeluszy. Rzemieślnik wytwarzający kapelusze to kapelusznik lub modystka.
Popularne wełniane kapelusze pilśniowe produkowane są w Europie od średniowiecza.

W I połowie XIX wieku Johann Nepomuk Hückel jako pierwszy w monarchii habsburskiej zastosował maszynę parową do produkcji kapeluszy.

Najstarsza czynna pracownia kapelusznicza Cieszkowski znajduje się w Warszawie i działa od 1864 roku.

W Nowym Jiczynie, zwanym Miastem Kapeluszy znajduje się centrum ekspozycyjne w domie Laudonów, gdzie prezentowana jest wystawa kapeluszy i proces ich powstawania, a także przymierzalnia dla odwiedzających.